# Гайавата (озеро)
Гайавата (англ. Lake Hiawatha) — озеро в южной части Миннеаполиса. Площадь водной поверхности составляет 21,7 га (53,5 акров), максимальная глубина — 10 метров (33 фута). Название получило в честь Гайаваты, американского литературного персонажа.
Ранее на месте озера находилось безымянное болото, но в 1922 году оно было выкуплено Миннеаполисской парковой службой за 550 тысяч долларов. После этого в течение четырёх лет проводились работы, в результате которых болото превратилось в красивое озеро, окруженное парком. В настоящее время озеро является популярным местом отдыха. На его берегах располагаются рыбацкий причал, мини-бассейн, теннисные корты, озеро граничит с муниципальным полем для гольфа. Зимой на льду, покрывающем озеро, организуются хоккейные площадки и места для катания на коньках.
В озере водятся различные рыбы
. Некоторые живущие в озере виды рыбы употреблять в пищу не рекомендуется из-за возможного загрязнения ртутью и/или перфтороктансульфоновой кислотой.